# Parque de la Dehesa de Gerona
El parque de la Dehesa (en catalán Parc de la Devesa) de Gerona, es el parque urbano más grande de Cataluña, está situado entre los ríos Ter, Oñar y Güell, al oeste del núcleo histórico de la ciudad.

## Características
Con una extensión de 40 ha, de las cuales nueve son de paseos sombreados, cubiertos por las bóvedas que forman las copas de los plátanos centenarios —el parque cuenta con unos 2.605 plátanos, híbridos de las especies americana (Platanus occidentalis) y oriental (Platanus orientalis)— que en su mayoría fueron plantados alrededor de 1850 y tienen, por tanto, 174 años. La escasa distancia entre los ejemplares los ha obligado a crecer más en altura que en anchura y eso ha provocado que alcanzasen alturas excepcionales de hasta 60 m.
En uno de los rincones del parque se encuentran los jardines de la Dehesa, un espacio rodeado por un riachuelo en los que se pueden observar diferentes especies vegetales de considerable interés tanto científico como puramente lúdico. En este entorno se suelen ver ánades reales, especialmente nadando en el agua, o caminando por sus alrededores.

## El nombre
La palabra dehesa significa una extensión de tierra, cubierta de vegetación natural, destinada al pastoreo y al aprovechamiento de la leña. Y en realidad, al principio eran algunas de las utilidades del parque. Fue más adelante que se utilizó como zona de paseo. La primera vez que aparece en los documentos el nombre de Devesa es en el año 1767. Simultáneamente a este nombre también se habían utilizado el de paseo arbolado y alameda.

## Origen y evolución
La Dehesa, por su situación en la confluencia de los ríos Ter, Oñar y Güell, era originariamente una zona de terrenos arenosos formados por la sedimentación de los materiales transportados por esos ríos. Este espacio era a menudo inundado por las aguas, principalmente las del Ter (el más caudaloso), que también inundaban la ciudad en las crecidas más fuertes.
La Dehesa y el resto de terrenos de las riberas del Ter a su paso por Gerona fueron donados a la ciudad en 1423 por la reina María Victoria, quien cedió una parte; al año siguiente, su marido, Alfonso V el Magnánimo, hizo una segunda donación, y finalmente en 1510, el rey Fernando el Católico transfirió definitivamente todos los terrenos que aún pertenecían a la corona. La finalidad de las donaciones era que la ciudad pudiese utilizarlos como defensa de las avenidas del río y como fuente de ingresos para compensar los daños que las inundaciones provocaban. La vegetación que espontáneamente crecía en ellos podía servir de barrera natural contra las inundaciones. Pero para obtener algún provecho se fueron realizando en ellos diversas actuaciones.
La principal actividad económica que se llevaba a cabo eran las plantaciones de árboles, normalmente álamos y chopos, a las que seguían las correspondientes talas para obtener dinero con la venta de la madera. En el año 1794 se produjo la primera tala para preparar defensas militares.

## Siglos XVII y XIX: actividades económicas
Durante el siglo XVIII y principios del siglo XIX, las plantaciones y las talas fueron muy frecuentes. Hay constancia, no obstante, de que en el siglo XVIII ya se hacía referencia a la Dehesa como paseo. Esta utilidad recreativa era compartida con las demás estrictamente económicas. La Dehesa estaba también ocupada por huertos. El hecho de que a menudo los huertos fuesen destruidos por las inundaciones hizo que en 1837 se sustituyese esta actividad por la del pastoreo, que duró hasta 1865. A partir de este momento se puede decir que la Dehesa se orientó definitivamente como paseo. En 1859 el arquitecto municipal Martín Sureda Ardèvol, por iniciativa del alcalde Mariano Hernández, diseñó la ordenación actual de la Dehesa y se plantaron los primeros plátanos.
El proyecto se completó a finales del siglo XIX. La Dehesa ya tenía la estructura y las dimensiones actuales; por tanto, se desmiente la creencia popular que la Dehesa, tal como es ahora, fuese obra de los franceses durante su ocupación del territorio, después de la Guerra de la Independencia. La Dehesa quedó muy destrozada después de los sitios napoleónicos, y los franceses, durante los años que ocuparon la ciudad (1810-1814), la replantaron y cuidaron de su conservación. Se les atribuye el hecho de haber empezado a plantar árboles basándose en planos de urbanización sobre cartografía actualizada, pero no que la Dehesa que reconstruyeron fuese la base de la actual, ni que fuesen los primeros en utilizarla como paseo.

## sigloXX
Durante el primer tercio del siglo XX llegó a su punto de máxima belleza y utilización social. Se convirtió en un lugar de convivencia, de paseo y esparcimiento para niños, jóvenes y mayores. Los actos festivos, los desfiles militares, las competiciones gimnásticas, etc. se celebraban en el parque. Eran momentos en los que la Dehesa formaba parte plenamente de la vida de la ciudad. Asimismo, en este momento, empezaron también las cesiones a todo tipo de utilizaciones del parque, parcelación para uso particular y construcción de edificaciones. Se convirtió en el recurso inmediato ante las necesidades de suelo y equipamientos para la ciudad. Todo esto comportó un cambio de su fisonomía.

En 1934 se construyó la piscina municipal, que sería la primera gran edificación deportiva en el recinto del parque. Alrededor de 1940 aún eran frecuentes los paseos, pero unos años más tarde se evidenció el alejamiento de los ciudadanos. Este distanciamento hay que relacionarlo con muchas causas, la mayoría atribuidas al hecho de que la Dehesa quedaba apartada de la ciudad. Los elementos que separaban Gerona y la Dehesa eran evidentes: barreras naturales, como el río Güell, y también artificiales, como el tren y la carretera. Durante cerca de un siglo, para llegar al parque era necesario pasar por el orificio del terraplén del tren, cruzar un puente para atravesar el río Güell y encontrarse finalmente a la entrada del paseo.

En el año 1942 se construyó el estadio del GEiEG en el campo de Marte. Posteriormente se construyeron también el frontón y la discoteca; ambas edificaciones fueron derribadas en el período 1994-95. En los espacios laterales del campo se edificaron años más tarde los campos de tiro, el campo de aeromodelismo y el estadio de la Juventud (actual campo municipal de fútbol Fèlix Farró). En 1950 se edificó el conjunto de las instalaciones de la Sociedad Hípica de Gerona. En 1963 se derribó uno de los dos edificios de entrada a los Jardines de la Dehesa para construir el restaurante “La Rosaleda”, que en 2005 se convierte en Oficina Municipal de Escolarización, y actualmente en heladería. En 1973 se elevó la vía del tren y, unos años antes, ya se había desviado el Güell hacia su curso actual. Unos obstáculos desaparecían, pero se crearon otros nuevos, como la carretera N-II. Es evidente, no obstante, que también había barreras durante las épocas de asiduidad a la Dehesa. Las razones, pues, debían de ser otras. En los años sesenta se relacionó este abandono con el "boom" del vehículo utilitario que empezaba a transformar la vida social gerundense y a cambiar sus costumbres. Fue una época de abandono de la Dehesa; la gente no acudía, el Ayuntamiento no se preocupaba, los árboles estaban enfermos.
A mediados de los setenta se inició un movimiento social a favor de la Dehesa. En 1975 se hizo un primer estudio sobre el problema sanitario de la arboleda elaborado por Narcís Motjé a instancias de los colegios profesionales de Gerona. En 1976 tuvo lugar la campaña "Salvemos la Dehesa", organizada por la Asamblea Democrática de Artistas de Gerona con el patrocinio de los colegios profesionales de la provincia. Es con el inicio de los ayuntamientos democráticos que empezó una voluntad firme de recuperar la Dehesa, tanto en lo que se refiere al estado sanitario de los árboles como al uso social y a su adecuación a las necesidades ciudadanas.

## sigloXXI
Actualmente, a pesar de la carretera, el crecimiento urbanístico de los últimos años ha desterrado la antigua sensación de lejanía y ha contribuido a su integración plena en la ciudad. Se cuidan los árboles, con un seguimiento y control detallados, y se potencian actividades diversas, como las Ferias y Fiestas de San Narciso (en este lugar, por primera vez en 1960), las exposiciones y muestras en la Feria de Gerona, edificio inaugurado en 1988, el Auditorio y Palacio de Congresos, de 2006, el mercado semanal de los martes y los sábados y las "carpas", o bares de noche, en verano, y también se han recuperado y reconvertido algunas instalaciones como la zona deportiva municipal o la caseta de entrada a los jardines, el Centro de Educación Ambiental y Recursos Educativos de la Ciudad que promueve la elaboración de itinerarios y facilita toda clase de información sobre la Dehesa.

## Debate actual y propuestas de futuro
El debate sobre la Dehesa vuelve a estar de actualidad. La campaña "Salvemos la Dehesa" se ha relanzado gracias a la Asociación de Vecinos del barrio Dehesa-Güell, que se ha opuesto de cara al proyecto del pabellón y ha abierto un debate sobre los usos del parque.
El Ayuntamiento de Gerona se planteó la construcción de un pabellón polideportivo en el centro del parque. Esto indignó a los vecinos y a los naturistas que se opusieron rotundamente. De igual forma, los opositores tampoco están de acuerdo entre sí. La Asociación de Vecinos de Dehesa-Güell reclama que no se edifique más en el parque, que se mantenga en mejores condiciones que hasta ahora y que el edificio que actualmente ocupa la Feria de Gerona se convierta en un centro cívico que disponga de salas de exposiciones y reuniones y una biblioteca de barrio. El 25 de enero de 2008 tuvo lugar en la "Farinera" una mesa redonda organizada por la CUP que sirvió para aclarar posiciones entre las diversas partes. El ayuntamiento mantiene la voluntad de construir un pabellón mientras que los opositores piden que se haga un proceso participativo en que sea la gente de Gerona quien decida el futuro de la Dehesa.